# Rising Dream
Rising Dream je zadarski death metal-sastav.

## Povijest sastava
Sastav je osnovan 2004. u Zadru, te su već iduće godine svirali kao predgrupa njemačkom Helloweenu. Nakon toga snimaju prvi demo The Rising Madness, te kao jedan od samo dva hrvatska sastava nastupaju na festivalu Metalcamp u Sloveniji, gdje su između ostalih nastupili Slayer, Soulfly i Anthrax. Također su nastupili u emisiji Headbanger's Ball na MTV-u Adria. Godine 2006. ponovno su svirali kao predgrupa Halloweenu, a godinu dana kasnije objavljuju drugi demo The Spheres. Nakon toga potpisuju za izdavačku kuću Dallas Records, te su 2008. objavili svoj prvi službeni studijski album Failed Apocalypse. Između ostalih, sastav je nastupao sa sastavima Deep Purple, Amon Amarth, Motörhead, Sepultura, Children of Bodom, Hammerfall, Yngwie Malmsteen, Stratovarius i drugima, a posebno se ističe njihov nastup na splitskom Poljudu gdje su nastupili kao predgrupa legendarnom bendu Iron Maiden. Postava sastava je mijenjana par puta, posljednji put 2010., kada je nova pjevačica postala Ines Tančeva.

## Postava sastava
Trenutačna postava
- Ines Tančeva - vokal
- Joško Barbir - gitara
- Goran Paleka - gitara
- Ivan Kutija - klavijature
- Filip Letinić - bas-gitara
- Igor Goić - bubnjevi, vokal

## Diskografija
Studijski albumi
- Failed Apocalypse (2008.)

Demo uradci
- The Rising Madness (2004.)
- The Spheres (2007.)

## Vanjske poveznice
- Službena stranica  Arhivirana inačica izvorne stranice od 18. prosinca 2014. (Wayback Machine)
- MySpace stranica
- Reverbnation stranica